# اللجان الشعبية في اليمن
اللجان الشعبية هي جماعات مسلحة أنشئت في اليمن في فترات مختلقة من القبائل لغرض مساعدة الجيش اليمني في مواجهاته وحروبه المختلفة، ففي 2010 أنشئت في محافظة شبوة وأنشئت لجان أخرى أثناء ثورة الشباب اليمنية عام 2011 في محافظة أبين لدعم الجيش في مواجهة مسلحي تنظيم القاعدة وأنصار الشريعة في محافظات اليمن الجنوبية. وفي 2015 خلال الحرب الأهلية اليمنية شُكلت لجان المقاومة الشعبية في بعض محافظات اليمن التي تشهد صراع مسلح.

## تاريخ

### القبائل والجيش
تاريخياً، كان الجيش اليمني بحاجة دائمة إلى دعم المليشيات القبلية أو ما أصبحت تعرف بأسم (اللجان الشعبية) في حروبه الداخلية والخارجية، وعندما قامت ثورة 26 سبتمبر في الشمال لم ترث الدولة الوطنية عن المملكة الإمامية جيشاً وطنياً قوياً، بل إن بعض أفراد الجيش هربوا ووقفوا مع الإمام المخلوع لمحاولة استعادة السلطة، وكانت الثورة بحاجة إلى حماية، فأصدرت الدولة في 1963 «قانون التجنيد»، مع ذلك لم يتم التجنيد وفقاً لهذا القانون وأختلفت أساليب التجنيد حسب اختلاف البني القبلية، فقد كان المواطنون من «المناطق الوسطى» التي ضعفت فيها الروابط القبلية في تعز وإب بشكل خاص، يتطوعون بشكل فردي، وقد تم تأسيس ما سمي ب«الحرس الوطني» لأستيعابهم، وكانت تشكيلاته تشكيلات نظامية، يخضعون «لهيرركية» عسكرية (سلسلة مراتب)، ويحصل افراده على مرتبات شهرية، ويلبسون ملابس عسكرية، ويخضعون لتدريب عسكري.
أما المواطنون من المناطق الشمالية التي تتسم بشدة التمسك بالروابط القبلية، فكانوا يتقدمون للتجنيد بشكل جماعي، تحت قيادة شيوخهم، وقد تم تأسيس ما سمي ب«الجيش الشعبي» لاستيعابهم، والذي على الرغم من إطلاق تسمية نظامية عليه، حيث أطلق عليه تسمية «لواء التحرير»، إلا أنه ظل خارج هيكلة الجيش النظامي يقوده فرقة من شيوخ القبائل، بما في ذلك الشيوخ الذين يحتلون مواقع رسمية في أجهزة الدولة العسكرية والمدنية، وتشير بعض المصادر إلى أن الشيخ الراحل عبد الله بن حسين الأحمر وحده كان يقود قوة من 20 ألف قبلي مسلح في الحرب بين الجمهورية والملكية.
يدرك رجال القبائل وشيوخها أن استمرار أدوارهم السياسية يتحدد في ضوء ما تتخذه الدولة من إجراءات في مجال بناء جيش قوي محترف وذي طابع مؤسسي، لذلك ساهموا في تعويق مؤسسة الجيش، وإبقائه في حالة ضعف، وهو ما جعل الدولة بحاجة دائمة للاستعانة بالجيش الشعبي القبلي ولم يتم بناء جيش قوي قادر على خوض الصراعات والحروب بنجاح، لذلك لم يستغن الجيش عنه في كل المعارك التي خاضها بعد توقف الحرب الملكية الجمهورية في 1970، فكان للمليشيات القبلية «القوات غير النظامية» دور هام في دعم جيش الشمال ضد جيش الجنوب، خلال الحربين اللتين نشبتا بين سلطتي شطرين اليمن عام 1972 و1979. فشيوخ القبائل هم الذين دفعوا السلطة الشمالية لخوض الحرب عام 1972، وبدأت المليشيات القبلية الحرب قبل أن يبدأها الجيش.
في فترة رئاسة القاضي عبد الرحمن الإرياني دخل العسكريون طرفاً في معارك السياسة ابتداء من الصراع حول إنشاء المجلس الوطني، حيث قدمت القوات المسحلة ما عرف بقرارات تصحيح للقوات المسلحة، طالب ضباط التصحيح بإيقاف الأموال التي تقدمها الدولة لمشائخ القبائل، فيأغسطس 1971 استقالت الحكومة وبرر رئيس الوزراء أحمد محمد نعمان استقالة الحكومة لعدم قدرتها على الوفاء بالتزاماتها بسبب استنزاف شيوخ القبائل لميزانية الدولة وفي ديسمبر 1972 استقالة حكومة محسن العيني بسبب مطالبه التي لم يستجاب لها وهي حل مجلس الشورى الذي يهيمن عليه المشائخ وحل مصلحة شؤون القبائل ووقف ميزانية المشائخ.
قامت حركة 13 يونيو التصحيحية بقيادة المقدم إبراهيم الحمدي والذي بدأ من أول رئاسته (1974 -1977) التقليل من دور مشائخ القبائل في الجيش والدولة وألغى وزارة شئون القبائل وقام بتجميد العمل بالدستور وحل مجلس الشورى، وفي 27 يوليو 1975 الذي أطلق عليه «يوم الجيش» أصدر قرارات بإبعاد العديد من شيوخ القبائل من قيادة المؤسسة العسكرية، ولكنه أغتيل قبل أن ينهي ما بدأه. قبل قيام حرب مارس 1979 بين الشطرين، وجه الرئيس السابق علي عبد الله صالحرسالة إلى الشيخ عبد الله بن حسين الأحمر في 22 فبراير 1979، يطلب منه فيها تعبئة القوى القبلية والإستعداد لمواجهة الأوضاع المضطربة على الحدود.
ولتعزيز مكان مشائخ القبائل في السلطة أنشأ علي عبد الله صالح في الثمانينات «مصلحة شؤون القبائل» لتقوم بنفس دور وزارة شؤون القبائل التي ألغاها الرئيس المغتال إبراهيم الحمدي في تنظيم توزيع الأموال على النخب القبلية، وأسس لها فروعا في كل محافظات اليمن، خلال حرب صيف 1994 كان للجان الشعبية دور هام في دعم الوحدات العسكرية الموالية للوحدة ولعلي عبد الله صالح، في معاركها ضد الوحدات العسكرية الموالية لنائبه علي سالم البيض، وبعد الحرب عممت «مصلحة شؤون القبائل» على المحافظات الجنوبية واعتمد للمدن والأحياء مشائخ وعقال حارات وهو ما لم تعرفة تلك المدن والمحافظات من قبل على الإطلاق.
أستعان الجيش بالمليشيا القبلية في حروب صعدة الستة ضد المليشيات المتمردة «جماعة الحوثي» في محافظتي صعدة وعمران خلال الأعوام "2004 - 2009" واستعانت الحكومة بها مرة أخرى في محاربة تنظيم القاعدة وتم تشكيل فرق قبلية داعمة للجيش في مواجهة تنظيم القاعدة في 2010 في محافظة شبوة ومرة أخرى في محافظة أبين في الفترة "2011 - 2012"، حيث تمارس اللجان الشعبية في مناطق جنوب اليمن خاصة في محافظة أبين دور كبير في دعم الجيش لمحاربة القاعدة وبعض الأوقات تخوض المعارك بديلاً عنه.

### الحاجة والمقابل
إن حاجة الجيش إلى دعم المليشيات القبلية كانت ولا زالت لا ترجع إلى ضعفه فحسب، بل إيضاً إلى رغبة الجيش في احتواء القبائل أثناء الحروب والمعارك التي يخوضها، وضمان عدم وقوفها إلى جانب الطرف الآخر، فالقبائل اليمنية كانت دائماً على استعداد لدخول الحروب مع أي كان ضد أي كان، فعلى مدى التاريخ اليمني كان مشائخ القبائل ينظرون إلى الحرب باعتبارها وسيلة إنتاج، فبعض القبائل التي كانت ملكية خلال ستينات القرن العشرين، تعاونت أواخر السبعينات في ما عرف ب«حرب الجبهة» مع الجبهة الوطنية الديمقراطية، والتي تشكل امتداداً لقوى كانت تحاربها في الستينات ففرض النظام حينها تجنيداً إجبارياً للكثير من شباب المناطق الوسطى التي تشهد تمرداً واسعاً، من أجل ضمان عدم مشاركتهم أو من لم يُجند من عائلاتهم في التمرد ضد الجيش.
في مقابل دعم المليشيات للنظام في حروبة خلاص العقود الأخيرة من القرن العشرين، منح النظام شيوخ القبائل أموالاً وأراضي وسيارات وعقارات، ومنح بعض شيوخ القبائل رتب عسكرية، ودرجات وظيفية في الجهاز الإداري للدولة، وخلال تلك الحروب حصلت القبائل على كمية كبيرة من الأسلحة، وتكتسب مشاركة المليشيات القبلية في الحرب الأهلية عام 1994 أهمية خاصة في هذا المجال، فقد حصلت على كميات كبيرة من الأسلحة من الوحدات العسكرية الموالية للرئيس علي عبد الله صالح آنذاك، وغنمت كميات أُخرى من أسلحة الوحدات العسكرية الموالية لنائبه علي سالم البيض بعد هزيمتها، إلى درجة أن مخزونها من الأسلحة الخفيفة يفوق مخزون الحكومة، فقد قدر مخزن الحكومة من الأسلحة الخفيفة بحوالي 1,500,000 قطعة سلاح بينما قدر ما بيد القبائل بأكثر من 5 ملايين قطعة سلاح ومعظم هذه الأسلحة بيد قبائل حاشد وبكيل ومشائخها، كانت ولا زالت الطفرة في السلاح لدى القبائل أحد أهم عوامل ضعف الجيش والدولة اليمنية، فتوافر السلاح لدى القبائل عوق الحكومة عن إنجاز وظائف الدولة، كأستخراج الموارد الطبيعية، ومعاقبة الخارجين عن القانون، وتنظيم استخدام المياة.